# Mario Hart
Mario Hart del Águila (Callao, 15 de abril de 1987) es una personalidad de televisión, piloto de carreras, empresario y cantante peruano.
En su faceta televisiva, ha destacado por participar en los reality shows peruanos Combate y Esto es guerra. Como piloto de automovilismo, fue tricampeón nacional de karting (2002, 2003 y 2004), campeón nacional de circuito (2012), tricampeón nacional de rally ACP categoría S2000 (2015, 2016 y 2017) y campeón categoría S2000 del rally Caminos del Inca (2016).

## Primeros años
Mario Hart del Águila nació en la provincia constitucional del Callao el 15 de abril de 1987, hijo de Milagros del Águila y Mario Hart Potesta. Durante su infancia estudió en el Colegio Santa María Marianistas.
Desde temprana edad mostró afinidad para con los autos de carreras, es así que a los 15 años obtuvo su primer galardón sobre las pistas de carrera cuando se consagró campeón nacional de karting, luego de eso repitió el plato de campeón los dos años siguientes.

## Carrera como piloto
En el 2005 debutó internacionalmente en el campeonato de rally Integración del Pacífico entre los países de Chile y Perú quedando en el tercer puesto. Un año después, entró en el 3 Day Advanced Racing School en Laguna Seca, quedando en el tercer puesto.
En el 2010 participó en el Campeonato de Circuito Turismo y Competición (CCTC) en la modalidad TC2000. Ese mismo año, el piloto formó parte del reality Magaly Racing Team, junto al exfutbolista Roberto Martínez y el torero Fernando Roca Rey, este fue producido por el programa de televisión Magaly TeVe de la televisora ATV. El reality se trató de todo el proceso previo a la preparación para una competencia de largo aliento como Las 6 horas peruanas y la carrera en sí, en que el equipo alcanzó el segundo puesto.
En el 2011, participó en el Campeonato de Circuito Turismo y Competición (CCTC) en la modalidad T2000. Volvió en regreso de la tradicional carrera de Las 6 horas peruanas, que consiguió el primer puesto en la categoría TC2000. En el año 2012, se consagró campeón nacional de circuito en el Campeonato Circuito Turismo y Competición (CCTC), realizado en el autódromo La Chutana, un campeonato en la cual ganó Hart, pudiendo este sobrepasar a su rival en la última recta y a escasos metros de la línea de meta. Este mismo año fue elegido como el piloto del año por el diario El Comercio.
En 2013, compitió nuevamente en el Campeonato de Circuito Competición y Turismo (CCTC) para revalidar el título que había alcanzado el año anterior en busca del bicampeonato, sin embargo, decide retirarse del campeonato y de las competencias de circuito, para probar suerte en el rally. Participó otra vez en Las 6 horas peruanas sin obtener el título de campeón.
En el 2014 participó en la categoría S2000 del rally Presidente de la República, y después, en los Caminos del Inca. Sin embargo, el equipo se retiró por problemas técnicos tras un accidente.
En marzo de 2016, ocupó el podio del Rally Asia en la categoría S2000. En octubre de ese año, ganó la categoría S2000 de los Caminos del Inca delante de Elvis Aguilar y Carlos Cano.
En el 2017, salió campeón en la categoría S2000. Logró su séptimo Campeonato Nacional de Rally.
En el 2018, fue premiado por la F.I.A. por su buen desempeño en el año 2016 y 2017. En el 2019, regresó a correr a la Chutana, y ganó la categoría S2000 en los 200 Kilómetros de Lima con su compañero Diego Durand. Además participó en el Rally Mobil de Los Ángeles y posteriormente en Chile.
En enero del 2023, realizó pruebas en la serie ARCA Menards Series en la ovalo de Daytona International Speedway en Daytona, Florida. Realizó varios giros en un stock car de Mullins Racing. Además, corrió en la pista de New Smyrna, correspondiente a una fecha de la NASCAR Weekly Series, con un late model. 
Anunció que iba a formar parte de la lista para la carrera inaugural de la temporada 2024 de ARCA, la Lucas Oil 200, la cual es telonera de las Daytona 500. Por falta de patrocinios, no se pudo dar. 

### Palmarés
2019: 200 km de Lima Categoría TC2000
2018: Premio de la Federación internacional de Automovilismo
2017: Campeón Nacional de Rally Categoría S2000.
2016:
- Caminos del Inca Categoría S2000.[20]
- Campeón Nacional de Rally Categoría S2000
- Campeón de Rally Asia Campeonato ACP[10]

2015:
- Campeón Nacional de Rally S2000.[21]
- Campeón de Rally Asia Campeonato ACP.[22]

2014:
- Campeón de Rally Campeonato Automóvil Club Peruano (ACP).[23]

2012
- Campeón Nacional de Circuito Turismo Competición 2000.
- Piloto del Año diario El Comercio.

2011: 1.er puesto TC 2000 en Las 6 horas peruanas.
2009: 2.º puesto, 1.er puesto, 1.er puesto Categoría T2 SCCA at Daytona.
2004: Campeón Nacional de Karting (Piston Port).
2003: Campeón Nacional de Karting (Piston Port).
2002: Campeón Nacional de Karting (Yamaha 100cc).

## Carrera televisiva
El 28 de octubre de 2011, se unió al reality show Combate de la televisora ATV, en la que fue designado capitán del denominado equipo verde. Ese mismo año, Hart concursó en la primera temporada del reality de baile, El gran show, conducido por Gisela Valcárcel, donde obtuvo el quinto puesto tras dos meses de competencia. El 6 de agosto de 2012, ingresa a la tercera temporada de Combate representando al equipo mencionado, ganando dicha temporada siendo capitán.
En enero de 2013, Hart hace su debut como conductor y reportero junto al periodista deportivo Daniel Kanashiro en el programa especial del Dakar, emitido por la televisora ATV, la misma donde es partícipe. El 9 de agosto de 2013, ingresa a la cuarta temporada de Combate, ganando la revancha siendo capitán del Equipo Verde. El 17 de febrero de 2014, en medio de una gran polémica entre programas rivales de televisión, se unió al reality show Esto es guerra de América Televisión y fue designado como capitán del equipo Los Leones. 
El 19 de mayo de 2014, también en medio de una gran polémica regresa a su anterior canal para ingresar a la quinta temporada de Combate. Participó en dicho programa hasta 2016. El 1 de agosto de 2016 ingresa a la decimosegunda temporada de Esto es guerra.
En octubre de 2018, regresó a Combate, pero esta vez como presentador de la secuencia del programa Combate: Nueva generación, junto compartió junto al chileno Francisco «Pancho» Rodríguez. Tras el final del programa mencionado, en enero del 2021 regresó como la mayoría de los participantes a Esto es guerra, donde al inicio estuvo como coach del equipo Los Retadores hasta mayo de ese año, tras el retiro de Yaco Eskenazi para enfocarse a sus proyectos televisivos. Días después, Hart volvió a ser participante del programa hasta finales de ese año.

### Películas
- Once machos (2017): cameo.
- La peor de mis bodas 2 (2019): cameo.
- Un matrimonio inesperado (2019): cameo.

## Carrera musical
Empezó su carrera musical en 2015 con el tema «Yo no fui» donde comparte junto con el boxeador David «Pantera» Zegarra y la estrella de telerrealidad Francisco «Pancho» Rodríguez.  «Yo no fui» se volvió en una de sus canciones insignia.
En el 2016, apoyó la candidatura del político y abogado Alan García por Alianza Popular, siendo el intérprete del tema oficial de la alianza electoral del PPC y el Partido Aprista denominado Alan presidente (Marca el mapa con la estrella).
Tras su alejamiento de la televisión, comenzó a consolidarse en el ámbito personal al interpretar canciones junto a artistas internacionales como, Feid, Wolfine, Gustavo Elis, entre otros.
A raíz de la pandemia en 2020, se incorporó al sello discográfico musical Diamond Hits. En 2023 anunció su gira musical.
En el 2021, a vísperas de la segunda vuelta presidencial, respaldó la candidatura de la política Keiko Fujimori por el partido Fuerza Popular, donde colaboró con un tema musical junto a los cantantes urbanos Yamal y Jota Benz bajo el nombre de Somos libres, seamóslo siempre.

### Discografía

#### Álbumes
Mario Hart Unplugged Acústico
- Lanzado: 8 de octubre de 2019
- Sello Discográfico: ERM Music Group
- Formato: Descarga digital

#### Sencillos
- Yo no fui (junto a David «Pantera» Zegarra y Francisco «Pancho» Rodríguez) (2015)[32]
- Yo no fui (Remix) (con Kalé la Evolución, Mia Mont y Yamal & George) (2015)
- Yo quiero estar contigo (2015)
- Tal para cual (junto a Leslie Shaw) (2016)
- Golpes en el corazón (Remix) (junto a Gran Orquesta Internacional) (2016)
- Dispuesta (con Feid y Hellian Evans) (2016)
- Alan presidente (canción oficial de la campaña presidencial de Alan García) (2016)
- Ponte bonita (junto a Wolfine) (2017)
- Aquí se queda (2017)
- No me busquen (junto a Alec Román) (2017)
- Aquí se queda (Remix) (junto con Mackie, Gustavo Elis y Kevin Flórez) (2018)
- No me llames, yo te llamo (junto a D. Ozi)
- Otra botella (junto a Chucho Flash)
- Llegó la hora (junto a Andy Rivera)
- Amor real (junto a María Grazia Gamarra) (2019)
- Sola (2019)
- Siempre juntos (2019)
- Tu llegar (2020)
- Somos libres, seámoslo siempre (junto a Yamal y Jota Benz) (2021)
- Tal para cual (remix) (2023) con Kalé la Evolución, Handa y Jota Benz
- Lo que necesito (2024) junto a Kevin Roldán[33]

#### Colaboraciones
- Soltera (Remix) con Danilo & Fugitivo y Renzo Winder (2016)
- Piloteando la nave (Remix) con Ale Mendoza, Jowell y Randy, Jaycob Duque (2017)
- No quiere (Remix) con Rakim, Yomo, Jowell, Maximan, Javerik y Trébol Clan (2017)
- Entre los dos con Fery S (2017)
- Lo que tenemos con Helian Evans (2017)
- La oportunidad con Giorgie M (2017)
- Búscame con Trébol Clan y Franco el Gorila (2018)
- Sin floro con Handa (2021)

## Vida privada
En 2017 contrajo matrimonio con la modelo y actriz venezolana radicada en Perú, Korina Rivadeneira, con quién tiene dos hijos.
En noviembre de 2012, fundó su escuela de manejo.  También, en octubre de 2013, lanzó una marca de ropa urbana e inauguró un restaurante de comida saludable en 2021.